# JF鶴見花き
株式会社 JF鶴見花き（ジェイエフつるみかき）は、大阪府大阪市鶴見区に本社を置く花き卸売会社である。

## 会社概要
- 所在地： 〒538-0031 大阪市鶴見区茨田大宮2丁目7番70号
- 代表者： 代表取締役社長 森川　長栄
- 資本金： 80百万
- 開設日： 1994年（平成6年）7月6日（大阪府内5市場統合）
- 取扱品目： 花き及びこれらの加工品並びに関連する物品

## 沿革
- 1951年（昭和26年） - (有)大阪園芸市場 開業
- 1952年（昭和27年） - 長居生花地方卸売市場 開業
- 1972年（昭和47年） - 大阪生花卸売市場（株）設立、（株）阪急生花市場・大栄生花市場・（株）東洋生花市場梅田営業所・（有）大阪園芸市場の四社合併（大阪市）。
- 1972年（昭和47年） - 大阪生花卸売市場（株） 第2営業所を吹田へ移転
- 1973年（昭和48年） - （株）大阪東部花き地方卸売市場 設立
- 1973年（昭和48年） - （株）高安生花地方卸売市場 設立
- 1976年（昭和51年） 4月 - 第2次中央卸売市場整備計画で「大阪府中央卸売市場に花き部を設置」が盛り込まれる
- 1982年（昭和57年） - 大阪生花卸市場（株） 第2営業所にて植物市場を開設
- 1986年（昭和61年） 6月 - 花の生産・流通面の総合的な振興策検討のため「大阪花の振興懇談会」（大阪府、大阪市、花き業界代表、学識経験者で構成）設置
- 1987年（昭和62年） 3月 - 「大阪花の振興懇談会」より花き市場整備の必要性の提言を受ける
- 1988年（昭和63年）10月 - 花き業界より、知事、市長あてに第3セクターによる市場の早期開設を要望
- 1990年（平成 2年） 5月 - 第4次中央卸売市場整備計画の変更公表（大阪府中央卸売市場の取扱品目から花きを削除）
- 1990年（平成 2年） 9月 - 第4次中央卸売市場整備計画の変更公表 (第3セクター方式による拠点的花き卸売市場として、大阪市鶴見区及び泉大津市に整備)
- 1990年（平成 2年）11月 - 開設予定者「株式会社 大阪鶴見フラワーセンター」設立
- 1991年（平成 3年）11月 - コンペにより商業施設の事業主体決定（朝日生命保険相互会社）
- 1992年（平成 4年） 2月 - 卸売市場工事着工（1994年〈平成6年〉3月竣工）
- 1993年（平成 5年）12月 - 施設全体の愛称「鶴見はなぽ〜とブロッサム」決定
- 1994年（平成 6年） 1月 - 株式会社鶴見花き設立。大阪生花卸売市場（第二営業所・吹田市）・東部生花株式会社・株式会社高安生花・有限会社長居生花の四社合併（整備統合として）。
- 1994年（平成 6年） 7月 - せりと場内物流を機械化・自動化した「大阪鶴見花き地方卸売市場 株式会社 鶴見花き」開場（6日）
- 2002年（平成14年） 2月 - 大阪鶴見花き地方卸売市場 WEB販売システム 稼働
- 2008年（平成20年） 4月 - 施設名が「アウトレットパーク 鶴見はなぽ～とブロッサム」から「三井アウトレットパーク 大阪鶴見」へ変更
- 2012年（平成24年） 9月 - 株式会社JF兵庫県生花との経営統合に伴って『株式会社鶴見花き』から『株式会社JF鶴見花き』に商号変更
- 2020年（令和２年） ４月 - コロナ禍によりせり場を閉鎖し、従来の対面せりから在宅せりシステムに移行
- 2020年（令和２年） ５月 - 株式会社JF兵庫県生花との経営統合を解消
- 2020年（令和２年） ７月 - 株式会社なにわ花いちばと業務提携
- 2020年（令和２年） ７月 - せり時間を早朝からナイトオ－クション（イブニングクロック）に変更
- 2021年（令和３年） １月 - 全国初の全面在宅せり運用を開始
- 2023年（令和５年） ４月 - 「三井アウトレットパーク大阪門真」開業に伴い商業部分が移転「大阪鶴見花き地方卸売市場」が施設を全面使用